# Улица Некрасова (Минск)
Улица Некрасова (бел. Вуліца Някрасава) — улица в северной и северо-восточной части Минска, в Советском районе. Названа в честь русского поэта Николая Некрасова.

## Расположение
Улица начинается пересечением с улицей Якуба Коласа и ориентирована на северо-запад. Далее улица пересекается с улицами Библиотечной, Восточной, Леонида Беды, Гало, Максима Богдановича, Собинова, переулком Некрасова, улицей Неждановой и завершается пересечением с улицей Лилии Карастояновой. Улица Некрасова частично дублирует загруженную улицу Сурганова, входящую в состав второго городского кольца.

## История
В первой половине XX века улица проходила по частному сектору. В 1937 году переименована в честь Николая Некрасова. В середине 1960-х годов было построено несколько пятиэтажных домов в начале улицы, в дальнейшем большая часть улицы была застроена многоэтажными зданиями различного назначения. В северо-западной части улицы сохранилось несколько домов индивидуальной застройки.

## Здания
- Некрасова 3 — Национальный центр современных искусств Республики Беларусь
- Некрасова 9 — центральный офис ОАО Газпром трансгаз Беларусь (бывший Белтрансгаз)
- Некрасова 20 — Академия последипломного образования
- Некрасова 39/2 — Институт мелиорации

## Транспорт
Из-за особенностей расположения общественный транспорт непосредственно на улице представлен тремя автобусными маршрутами (44, 91, 136), но по перпендикулярным улицам проходит большое количество автобусных, троллейбусных и трамвайных маршрутов. По мере развития третьей линии Минского метрополитена ожидается строительство станции метро возле пересечения с улицей Максима Богдановича.